# Ruwstaartkathaai
De ruwstaartkathaai (Galeus arae) is een vissensoort uit de familie van de Pentanchidae. De wetenschappelijke naam van de soort is voor het eerst geldig gepubliceerd in 1927 door Nichols.